# Franz Burgey
Franz Burgey (* 5. Februar 1927 in Landshut; † 18. August 2018 in Linden) war ein deutscher römisch-katholischer Priester und Theologe. 

## Leben
Burgey begann nach dem Zweiten Weltkrieg ein Studium der Philosophie und Theologie in Freising und München. Michael von Faulhaber weihte ihn 1952 zum Priester. 1965 wurde er Rektor des erzbischöflichen Seminars für Katechese und Seelsorgehilfe in München. Von 1973 bis 1989 war Burgey Leiter der Münchner Abteilung für Religionspädagogik und kirchliche Bildungsarbeit der Katholischen Universität Eichstätt-Ingolstadt. In seinem Ruhestand wirkte er als Seelsorger in den Orten Linden und Lochen im Landkreis Bad Tölz.
Er war Mitglied der katholischen Studentenverbindung KBStV Rhaetia München.

## Wirken
Burgey betrat Neuland beim Aufbau der Münchner Abteilung des Fachbereichs Religionspädagogik. In seinem Forschen befasste er sich intensiv mit den Grenzfragen zwischen Theologie, Technik, Wissenschaft und Philosophie. Dabei sah Burgey Gott als Schöpfer von allem auch in technischen Geräten. Burgey befasste sich außerdem mit den Unterschieden des Calvinismus zum Katholizismus und deren Auswirkungen auf die wirtschaftliche und technische Entwicklung der entsprechenden Gesellschaften.

## Ehrung
Burgey wurde der Titel Geistlicher Rat verliehen.